# Abdallah Hanna
Pour les articles homonymes, voir Hanna.
Abdallah Hanna (né en 1956) est un homme politique libanais.

## Biographie
Abdallah Hanna est originaire de Rahbe dans la région de Akkar.
Diplômé aux États-Unis en histoire, sciences politiques et philosophie, fils d'un ancien député, il quitta le Liban durant la guerre et s'installa en France, où il se rapprocha de Raymond Eddé.
Après un court passage au sein du Parti national-libéral de Camille Chamoun dans sa jeunesse, il fut actif dans le lobby libanais à l'étranger et construit des liens avec le général Michel Aoun. Fervent opposant de la Syrie, il vit son heure arriver en 2005 avec les premières élections législatives de l'ère post-syrienne.
Au lieu de le retrouver au sein de la liste du Courant patriotique libre, c'est à la surprise générale qu'il intègre le Courant du Futur de Saad Hariri en 2005, et prend part aux élections sur la liste de ce dernier et de l'Alliance du 14 mars.
Il est élu le 19 juin 2005 député grec-orthodoxe de Akkar.
Il est aussi membre d'un comité international pour l'application de la Résolution 1559 du Conseil de sécurité des Nations unies.
En janvier 2007, il fonde avec le député Pierre Daccache et les anciens ministres Alain Tabourian et Youssef Salamé le Moultaqa, un rassemblement politique indépendant, prônant le dialogue et la tolérance.